# Harbottle Castle
Harbottle Castle är ett slott i Storbritannien.   Det ligger i grevskapet och kommunen Northumberland i riksdelen England, i den centrala delen av landet, 400 km norr om huvudstaden London. Harbottle Castle ligger 170 meter över havet.
Terrängen runt Harbottle Castle är kuperad norrut, men söderut är den platt. Runt Harbottle Castle är det ganska glesbefolkat, med 29 invånare per kvadratkilometer. Närmaste större samhälle är Rothbury, 12,9 km öster om Harbottle Castle. Trakten runt Harbottle Castle består i huvudsak av gräsmarker.